# Ốc hổ phách Kanab
Ốc hổ phách Kanab (danh pháp khoa học: Oxyloma haydeni kanabensis) là một phân loài ốc sên Cực kỳ nguy cấp chỉ sống trong đầm lầy và con suối. Hiện chỉ biết đến hai môi trường sống tự nhiên của phân loài này là Ba Hồ (Three Lakes, một đồng cỏ gần Kanab, Utah, Hoa Kỳ) và con suối Vaseys Paradise gần sông Colorado trong Vườn Quốc gia Grand Canyon. Ngoài hai quần thể tự nhiên này, ốc hổ phách Kanab cũng được đưa vào ba suối mới – cả ba ở trên mực nước cao nhất trong lịch sử – dọc theo sông Colorado. Họ ốc đất này lấy tên thường gọi "ốc hổ phách" theo vỏ màu cam riêng biệt của nó.
Loại ốc này được sưu tập lần đầu tiên năm 1909 bởi James Ferriss. Ông xếp nó vào chi Succinea. Tên ba phần và địa vị phân loài bắt nguồn từ việc làm của Henry Augustus Pilsbry vào năm 1948, nhưng sự phân loại này chỉ dựa trên những nét tương tự của vỏ, và có nhà khoa học cho rằng ốc hổ phách Kanab nên được tái phân loại thành loài riêng.
Ốc hổ phách Kanab có đề nghị vào danh sách khẩn cấp năm 1991, và Cục cá và động vật hoang dã Hoa Kỳ (USFWS) đã liệt kê nó là một phân loài nguy cấp từ năm 1992. Nó bị phân loại Cực kỳ nguy cấp trên Sách đỏ IUCN. Tại Utah, môi trường sống của nó đang bị đe dọa do một địa chủ đang mở mang, trong khi quần thể tại Grand Canyon đang bị đe dọa vì nước chảy từ Đập Glen Canyon (Glen Canyon Dam) có thể quét những con ốc và hệ sinh thái của nó xuôi dòng. Những kẻ thù tự nhiên của nó là các loài chim sẻ và chuột hươu (chi Peromyscus).
Ốc hổ phách Kanab thường sống trên thực vật, nhất là mị thảo đỏ (chi Mimulus) và cải xoong, nhưng cũng có trên cói túi và bấc. Nó ăn mô thực vật, nấm, tảo, và vi khuẩn, dùng dải răng kitin để cạo lên đồ ăn.

## Quần thể và hệ sinh thái
Hiện nay chỉ biết đến hai quần thể ốc này đang sống: Ba Hồ (3L) gần Kanab, Utah, và Vaseys Paradise trong Vườn Quốc gia Grand Canyon. Quần thể thứ hai không được khám phá ra đến năm 1991, khi các nhà khoa học nghiên cứu về các động vật thân mềm ở vùng này. Trước đây có quần thể thứ ba tại Kanab, nhưng nó có lẽ bị chết khi hệ sinh thái bị phá.
Năm 1996, 16% hệ sinh thái của ốc hổ phách tại Vaseys Paradise bị lụt mất, và một lụt thảm khốc hơn vào năm 1994 chắc đã đe dọa hệ sinh thái của loài này. Có lẽ vùng thích hợp tại 3L có bề dài 1,3 kilômét và bề ngang 90 mét, và tính đa dạng hình như tỏ ra là vùng này vững hơn Vaseys Paradise. Tuy nhiên, sự tái phân phối của ốc này vẫn tùy có cây chủ và đá rìa.

## Hình ảnh

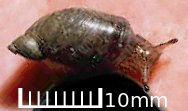
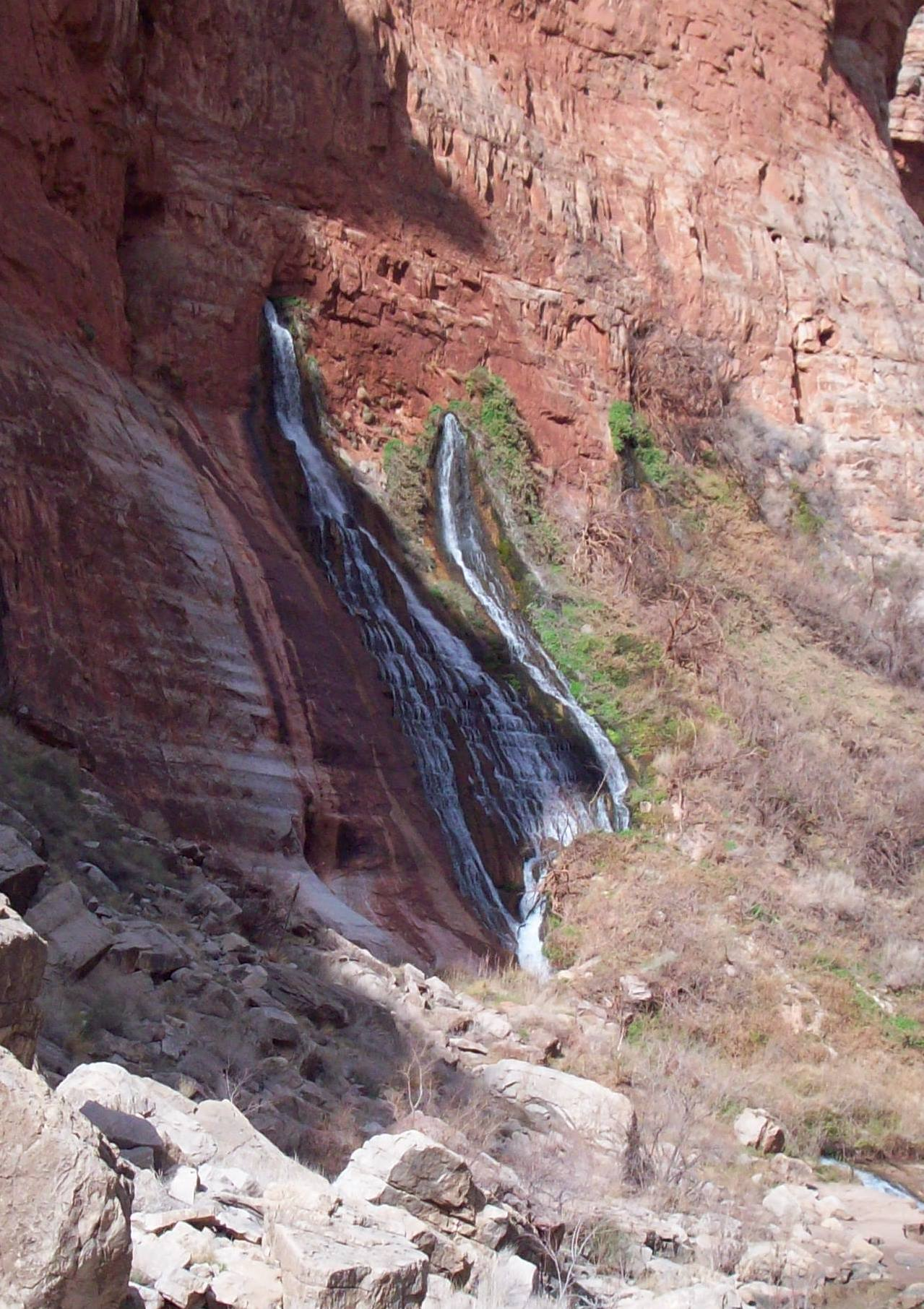
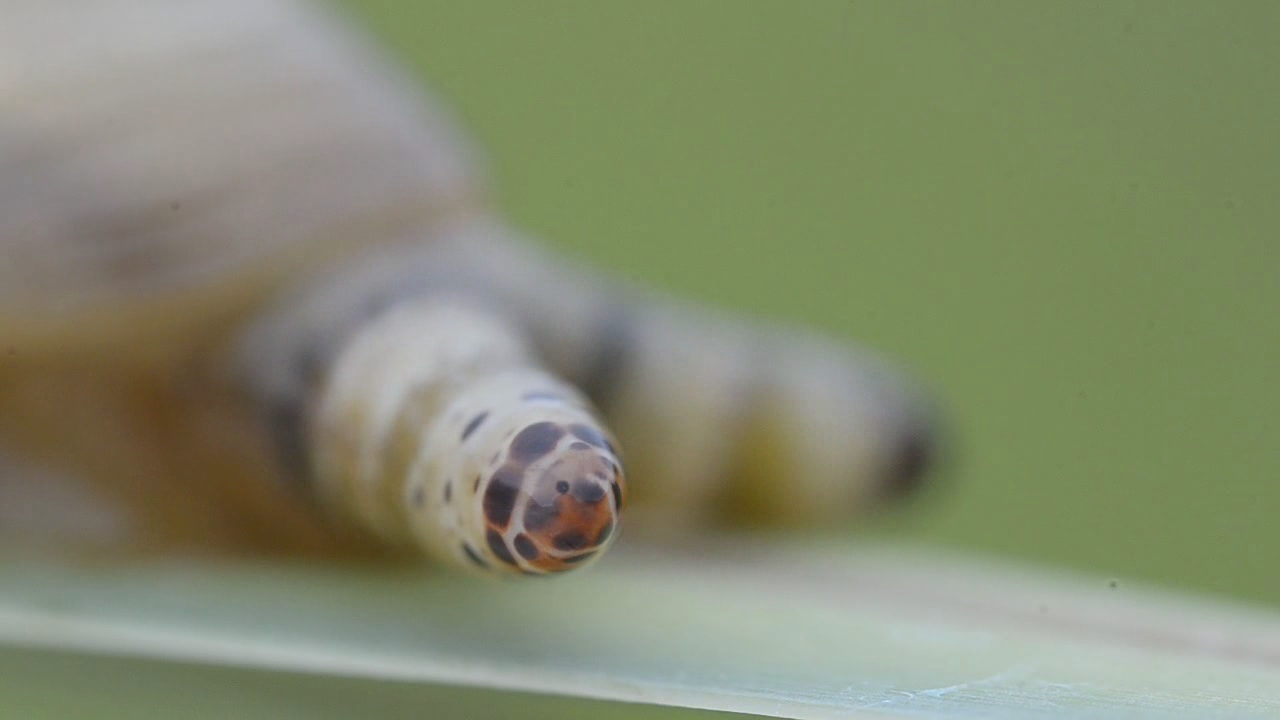
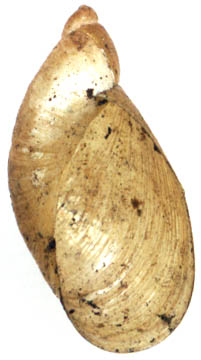